# André Collet
André Collet (* 21. September 1971) ist ein deutscher Langstreckenläufer und im 100-km-Lauf vierfacher Deutscher Meister in der Gesamtwertung (2013, 2016, 2019, 2021) sowie dreifacher Altersklassen-Weltmeister.

## Werdegang
Nach seiner Schulzeit absolvierte Collet eine Lehre als Steinmetz und Bildhauer und arbeitet seitdem in Vollzeit als Geselle in einem Fachbetrieb in Breinig bei Stolberg. 
Bereits in jungen Jahren entdeckte der im belgischen Raeren lebende Collet außerhalb des Berufes seine Leidenschaft für das Laufen in der freien Natur und hierbei vor allem für die längeren Strecken. Die großen nationalen und internationalen Erfolge sollten sich allerdings erst im 21. Jahrhundert einstellen, als Collet bereits über 30 Jahre alt war. Collet startete in seinen ersten Jahren für die DJK Armada Würselen und wechselte ab 2009 zur Aachener Turn-Gemeinde (ATG), für die er weiterhin an den Start geht.
National wurde er in den Jahren 2010 beim Gutenberg-Marathon in Mainz und 2011 beim Hamburg-Marathon zusammen mit seinen Laufkameraden von der ATG Philipp Nawrocki und Stefan Schnorr Deutscher Meister in der Mannschaftswertung.

### 2013 Deutscher Meister 100-km-Lauf
In seiner Parade-Disziplin, dem Ultralauf über 100-Kilometer, führte Collet von 2009 bis 2013 sowie 2016 die jährliche deutsche Jahresbestenliste des Deutschen Leichtathletik-Verbandes (DLV) an. Darüber hinaus holte er auf dieser Strecke im Jahr 2016 mit einer persönlichen Bestzeit von 6:44:53 h den Weltmeistertitel in der Altersklasse M 45 in Los Alcázares (Region Murcia, Spanien) und war damit zugleich bester deutscher Teilnehmer bei diesen Weltmeisterschaften in der Gesamtwertung. Bereits 2012 gewann er bei den Weltmeisterschaften im italienischen Seregno die AK 40 und wurde Sechster in der Gesamtwertung.
Im Laufe seiner Läuferkarriere absolvierte Collet – teilweise als Vorbereitung für die 100-km-Meisterschaften – zahlreiche Wettbewerbe vom 5000-Meter-Lauf bis zum Marathonlauf. Hierbei war er vor allem auf der Marathonstrecke erfolgreich und gewann bis 2014 unter anderem sieben Mal den Monschau-Marathon.

### 2016 Deutscher Meister 100-km-Lauf
Auf nationaler Ebene gewann André Collet im August 2016 beim Leipziger 100-km-Lauf zum zweiten Mal nach 2013 in Kienbaum den Titel eines Deutschen Meisters über 100 km.
Für seine Leistungen wurde André Collet in den Jahren 2012, 2013 und 2016 zum „Sportler des Jahres“ des Zeitungsverlags Aachen gewählt.
Im August 2017 gewann der 45-Jährige zum achten Mal den Monschau Marathon.

## Persönliche Bestzeiten
- 5000-Meter-Lauf: 15:59 min
- 10.000-Meter-Lauf: 32:30 min
- Marathonlauf: 2:25:24 h (2008 – Frankfurt Marathon)
- 50-km-Lauf: 3:19:28 h (2022 – Bernau bei Berlin)
- 100-km-Lauf: 6:38:51 h (2022 – Bernau bei Berlin, zugleich Weltrekord der AK 50)[9]

## Besondere Erfolge

### 100-km-Lauf
- Erster der deutschen Jahresbestenlisten des DLV über 100 km 2009, 2010, 2011, 2012, 2013, 2014, 2016, 2019, 2020 und 2021
- Weltmeister der AK 50 und Platz 14 in der Gesamtwertung in Bernau bei Berlin
- Weltmeister der AK 45 und bester deutscher Teilnehmer 2016 auf Platz 13 der Gesamtwertung in Los Alcázares
- Weltmeister der AK 40 und sechster Platz in der Gesamtwertung 2012 in Seregno
- Bronzemedaille mit der Mannschaft und zweitbester deutscher Teilnehmer bei der Weltmeisterschaft 2018 in Sveti Martin na Muri
- Deutscher Meister 2013 in Kienbaum, 2016 in Leipzig sowie 2019 und 2021 in Bernau bei Berlin in der Gesamtwertung
- Dritter Platz in der Einzelwertung und mit der deutschen Mannschaft bei den Europameisterschaften 2010 auf Gibraltar und 2012 in Seregno
- Sechster Platz bei den Weltmeisterschaften 2010 auf Gibraltar

### Marathonlauf
- Sieger mit der Mannschaft der ATG bei den Deutschen Meisterschaften 2010 in Mainz und 2011 in Hamburg
- Zweiter Platz mit der Mannschaft der ATG bei den Deutschen Meisterschaften 2012 beim München-Marathon
- Vierter Platz mit der Mannschaft von DJK Armada Würselen bei den Deutschen Meisterschaften 2003 beim Rhein-Ruhr-Marathon in Duisburg und 2006 beim München-Marathon
- Vierter Platz in der Einzelwertung bei den Deutschen Meisterschaften 2010 in Mainz
- Fünfter Platz in der Einzelwertung bei den Deutschen Meisterschaften 2009 in Mainz
- Sieger beim Monschaumarathon in den Jahren 2006, 2007, 2008, 2009, 2010, 2011 und 2014